# Рибейру, Джамила
Джамила Таис Рибейру дус Сантус (Рибейро душ Сантуш, порт. Djamila Taís Ribeiro dos Santos; 1980 г.р.) — афробразильская феминистка, философ

 и журналистка.

## Биография
Имя Джамиля/Джамила означает «красивая» на арабском и восточноафриканском языке суахили. Рибейру родилась в рабочей семье, её отец был докером-коммунистом, мать — горничной. Оба её родителя умерли от рака, когда Джамиле было немного за 20.
Она изучала журналистику, пока в возрасте 24 лет не забеременела своей дочерью Тулейн, после чего бросила учёбу, чтобы посвятить себя семье, но впоследствии, несмотря на протесты мужа, вернулась в университет. Окончила факультет философии, литературы и гуманитарных наукФедерального университета Сан-Паулу в 2012 году, получив затем в нём же в 2015 году степень магистра политической философии за работу по творчеству Симоны де Бовуар и Джудит Батлер.
Рибейру является редактором еженедельного журнала CartaCapital, а также обозревателем Folha de S.Paulo. Известность к ней пришла как к блоггеру и интернет-активистке. Джамила начала писать на портале чёрных феминисток Blogueiras Negras и затем стала одной из самых узнаваемых медийных поп-философов.
Как антирасистская активистка Рибейру поддерживает левые силы. В мае 2016 года она была назначена заместителем министра Сан-Паулу по правам человека и гражданству, тем самым войдя в администрацию Фернанду Аддада от Партии трудящихся. Однако когда в 2020 году её пригласили стать напарницей кандидата от этой партии в мэры Сан-Паулу Жилмара Татту, она отказалась. В том же году она поддерживала кандидатуру Мануэлы д’Авилы от Компартии Бразилии (PCdoB) на пост мэра Порту — Алегри.
В 2018 году она выступила в качестве представителя гражданского общества Бразилии на совместной ежегодной бразильской конференции Гарварда и Массачусетского технологического института

## Творчество
Рибейру выступила с предисловием к бразильско-португальскому переводу 2015 года книги «Женщины, раса, класс» афроамериканской марксистско-феминистской деятельницы Анджелы Дэвис. Рибейру и Дэвис неоднократно сотрудничали.
Первая собственная книга Рибейру «Что такое место речи?» вышла в 2017 году и стала финалистом премии Жабути 2018 года в категории «Гуманитарные науки».
В её вторую книгу «Кто боится черного феминизма?» вошли длинное автобиографическое эссе, а также некоторые статьи, опубликованные ею в блоге журнала CartaCapital. В работе прослеживаются диалоги с такими авторами, как Чиаманда Нгози Адичи, белл хукс, Суэли Карнейру, Элис Уокер и Тони Моррисон.
В своём «Кратком антирасистском справочнике» (Pequeno manual antirracista), вдохновленном книгой Ибрама X. Кенди «Как быть антирасистом», Рибейру призывает белых взять на себя ответственность и изменить отношения, приводящие к привилегиям и угнетению. Будучи последовательницей Кандомбле, Рибейро писала о том, как традиционные женщины-целительницы в общинах африканского происхождения стали изображаться западной цивилизацией ведьмами.
«Письма моей бабушке» 2021 года — самое личное произведение автора, в котором вспоминаются моменты из её детства и юности, обсуждаются проблемы воспитания детей в расистском обществе.

## Награды и отличия
В 2019 году Джамила получила Премию принца Клауса в категории «Философия», присуждаемую Министерством иностранных дел Нидерландов, что стало признанием её активистской борьбы. В том же году она была выбрана французским правительством «Личностью завтрашнего дня», а также была признана одной из 100 женщин BBC. В мае 2022 года Джамила Рибейру была избрана членом Academia Paulista de Letras, заняв 28-е кресло вместо умершей писательницы Лижии Фагундес Теллес. В том же году она была отмечена франко-германской премией за права человека и верховенство закона, присуждаемой министрами иностранных дел Франции и Германии.

## Публикации
- O que é lugar de fala? (2017)
- Quem tem medo do feminismo negro?
- Pequeno manual antirracista (2019)[13][14]